# Ilium/Olympos
Die Science-Fiction-Romane Ilium und Olympos von Dan Simmons wurden im Jahr 2004 sowie 2006 veröffentlicht.
Erzählt werden die Vorgänge auf einer alternativen Erde und einem alternativen Mars, die am Ende zur zukünftigen Realität hier auf der wahren Erde verschmelzen. In Szene gesetzt werden die meisten dieser Ereignisse von Kreaturen, die in den Rollen der antiken griechischen Götter auftreten.
Ähnlich den Hyperion-Gesängen muss man Ilium/Olympus einer Art literarischer Science-Fiction zuordnen, die stark auf Intertextualität rekurriert. Der Referenzrahmen spannt sich von Homers Ilias über Shakespeares Sturm bis hin zu Marcel Prousts À la recherche du temps perdu und schließlich Vladimir Nabokovs Novelle Ada oder Das Verlangen. Im September 2019 erschien eine Neuauflage von Illium im Heyne Verlag, im September 2020 folgte Olympos.

## Themen
Der Zyklus Ilium/Olympos verhandelt die unterschiedlichsten Fragestellungen, von Kosmologie über Quantenmechanik bis hin zu Psychologie und Philosophie.
Was bedeutet es für die Relativität von Raum und Zeit, wenn sie scheinbar nach Belieben und technischen Möglichkeiten manipuliert und bestimmten Interessen unterworfen werden kann?
Gibt es so etwas wie eine transtemporale Beständigkeit individueller Charaktere, sprich, was an Thomas Hockenberry ist noch mit sich identisch – nach 4200 Jahren Verwesung und anschließender genetischer Rekonstruktion aus DNA-Resten?
Was sagt es, wenn künstliche, gemachte Wesen, wie die Moravecs, die tiefgehendsten und existentiellsten Fragen zur Menschlichkeit stellen, und Antworten darauf bei historischen humanen Schriftstellern suchen und finden? Bei der Beantwortung dieser ihm besonders wichtigen philosophischen Problemstellung macht Dan Simmons den Leser, zumindest in Ansätzen und ohne seine Belesenheit überzubetonen, vertraut mit den Schriften von Homer, Shakespeare, Proust.

## Zeitrahmen
Ausgehend von zwei extrem differierenden Zeitpolen erzählt Ilium eine Menschheitsgeschichte. Den einen Pol bildet der Trojanische Krieg, den anderen die Erzählrealität des Sonnensystems in etwa 4200 Jahren. Imaginäre Mitte dieser Zeitwippe bildet das Jahr 2006, dem Todesdatum von Thomas Hockenberry, einem der wesentlichen Protagonisten des Buches.

## Perspektiven
In alternierender Folge bietet Dan Simmons, auf 826 Seiten, drei höchst verschiedene, sich gegen Ende einander annähernde, Erzählperspektiven dem Leser zur Teilhabe an.
Die erste, dem Roman den Namen gebende ist die Sicht auf Ilium sprich Troja und den Olymp, als Wohnstätte der Götter. Hier übernimmt Thomas Hockenberry, ein von den Göttern wiederbelebter Historiker aus dem 21. Jahrhundert, den Großteil der Erzählung. Im Verlauf der Geschichte wandelt er sich aber, in immer stärkerem Maße, zum handlungsgestaltenden Teilhaber.
Die zweite, sehr eigene Sicht auf die Dinge haben die sogenannten Moravecs, meint, eine Population intelligenter, selbstreproduzierender Roboter, die, während des dunklen Zeitalters, von den Menschen im Bereich der äußeren Planeten und im Kuiper-Gürtel angesiedelt wurden. Erzähler dieses Handlungsstrangs sind der U-Bootführer und Tiefseeforscher Mahnmuth vom Jupitermond Europa und sein Freund Orphu, ein Hochvakuum-Moravec der im Schwefel-Torus von Io arbeitet. Den beiden gemein ist ihre Vorliebe für historische, humane Schriftsteller, was Mahnmut zum Spezialisten für die Shakespeareschen Sonette werden lässt, während Orphu Marcel Proust zu seinem Favoriten macht.
Der dritte Erzählstrang spielt auf der Erde selbst. Im Himmel über der Erde gleißen inzwischen zwei Ringe künstlicher Objekte, in denen angeblich die Nachmenschen leben; – eine Gruppe Metamenschen, die qua Genmanipulation, die Grenzen des Homo sapiens weit hinter sich gelassen haben. Auf der weitgehend unbewohnten Erdoberfläche frönen indes einige 100.000 völlig degenerierter, sogenannter Altmenschen, einem fröhlich geistlosen Partydasein. Bedient von Servitoren und beschützt von den Voynixen,- Hinterlassenschaften vergangener Generationen,- leben sie 100 Jahre in schönster Sorglosigkeit, bevor sie, den eigenen Legenden zufolge, zu den Ringen auffahren und sich den legendären Nachmenschen zugesellen. Ein Trio – Harman, Daeman und Ada – trägt das Gewicht dieses Erzählstranges. Diese drei haben sich ein Mindestmaß an Wissbegier und Neugierde erhalten, was sie in unvorstellbare Schwierigkeiten bringt, nachdem sie auf Savi treffen, eine 1400 Jahre alte Überlebende des letzten Versuchs der Nachmenschen, Ordnung auf der Erde zu schaffen.
Wenn aus Sicht Thomas Hockenberrys erzählt wird, bedient sich Dan Simmons der ersten Person Präsens, während alle anderen Erzählperspektiven aus der dritten Person Perfekt geschrieben sind.

## Handlungsverläufe
Auf das Zornmotiv der Ilias rekurrierend, das das ganze homerische Epos durchzieht, wird Dan Simmons Ilium mit einem Zornesgesang eingeleitet, den der Erzähler anklagend an seine Muse richtet. Nachdem er, verbal resigniert, diesen Ausbruch zurücknimmt, beginnt die eigentliche Erzählung.
1. Seit 10 Jahren folgen Thomas Hockenberry und seine Scholikerkollegen nun dem Verlauf des Trojanischen Krieges und überprüfen, für die Götter des Olymps, die Richtigkeit des Homerischen Epos. Hockenberry weiß genau, dass diese Götter nicht die echten, olympischen Figuren der homerischen Ilias sind, für die sie sich ausgeben. Wie und wodurch sie zu dem wurden, was sie sind, ist ihm nicht bekannt, er weiß nur, dass sie über eine Technologie verfügen, die weit über den Horizont eines Historikers aus dem 21. Jahrhundert hinausreicht. Der Kampf, den zu beobachten er gezwungen wird, ist aber sehr wohl die historische Belagerung Trojas. Im Laufe des Romans wird klar, dass Thomas Hockenberry in einem höchst surrealen Szenario gefangen ist. Der Olymp auf dem die Götter hausen befindet sich anscheinend auf einem bewohnbaren Mars, während der Trojanische Krieg offensichtlich auf der historischen Erde stattfindet. Ein Paradoxon, das sowohl für Thomas Hockenberry wie für den Leser erst im Fortsetzungsband Olympos seine Auflösung findet.
Nur Zeus selbst und die Scholiker kennen den von Homer dokumentierten Kriegsverlauf und diese Spezialisten konstatieren keine wirklich gravierenden Abweichungen. Die eine oder andere Episode ist zeitlich an eine andere Stelle gerückt, aber ansonsten ist die Ilias beängstigend perfekt. Nichtsdestotrotz, inzwischen hat Thomas Hockenberry jedenfalls die Nase gestrichen voll von Aristie und heroischem Gebaren. Wenn es nach ihm ginge würde er, mit einem sauberen Atomschlag, dem endlosen Gemetzel ein Ende machen. Es geht allerdings nicht nach ihm, zumindest noch nicht.
Als die Göttin Aphrodite ihn mit einer Spezialausrüstung versieht – einem sogenannten Hades-Helm, der ihn unsichtbar macht gegenüber allen Göttern, außer Aphrodite, und einem Quantenteleportationsmedaillon, mit dem er sich wie die Götter fortbewegen kann –, ändern sich die Bedingungen. Er soll Athene überwachen und, zu gegebener Zeit, umbringen; verlangt Aphrodite.
Was die Göttin nicht weiß, wohl aber Thomas Hockenberry: Aphrodite wird im Lauf der nächsten Stunden von Diomedes verletzt und für einige Tage nicht mehr in der Lage sein, dem Geschehen in Troja oder auf dem Olymp zu folgen. Gelegenheit also für diesen Profizeugen, selbst aktiv zu werden.
Als Erstes wandelt er seine Gestalt in die von Paris und erschleicht sich ein ausgedehntes Schäferstündchen mit Helena, der schönsten Frau der Epoche. Sein zufriedenes, postkoitales Dahindämmern wird allerdings jäh dadurch unterbrochen, dass Helena ihm einen Dolch an die Kehle hält und ihn zwingt, seine Identität und seine wahren Aufgaben in Troja zu gestehen. Helena ist nicht amüsiert, sieht aber sofort die Chancen, die sich ihr und Ilium mit Thomas Hockenberry bieten. Sie entwickelt einen Plan, mit dessen Verwirklichung der Krieg zwischen Griechen und Trojanern endet und die Völker, nun miteinander verbündet, den Göttern Paroli bieten.
2. Während die Götter ihrer liebsten Freizeitbeschäftigung nachgehen, der ständigen Einmischung in den Trojanischen Krieg, machen sich im äußeren Sonnensystem die Moravecs rechtschaffen Sorgen. Seit Jahrhunderten messen sie stetig wachsende Quantenaktivitäten im Bereich der inneren Planeten und langsam wachsen sich die eingesetzten Energien zu einer Bedrohung für das gesamte Sonnensystem aus. Die Ursache dieses Phänomens ist ihnen ein Rätsel, aber es gilt, so schnell wie möglich, die Quelle dieser gefährlichen Entwicklung zu finden, und gegebenenfalls auszuschalten.
Eine Expedition wird ausgerüstet und startet zum Mars, der sich als das Zentrum der Quantenaktivitäten herausgestellt hat. Teleskopaufnahmen zeigen außerdem, dass er inzwischen zu großen Teilen terraformt wurde und in großen Bereichen von Meer bedeckt ist. Nach allen, den Moravecs bekannten, Naturgesetzen eine Unmöglichkeit, aber andererseits eine unleugbare Tatsache. Die Meere sind der Grund, warum sich Mahnmut und sein U-Boot, an Bord des Raumschiffes befindet. Er soll ggf. die Oberflächenerkundung vornehmen. Sein Freund Orphu hingegen ist für die anfallenden Arbeiten im Vakuum engagiert. Soweit die Theorie, praktisch wird das Schiff im Marsorbit von den Göttern angegriffen und weitgehend vernichtet. Übrig bleiben Mahnmut, Orphu und das U-Boot, die fast planmäßig auf dem Planeten niedergehen, sieht man von dem einen oder anderen Totalschaden ab.
Neben den Göttern und den antiken Kriegsteilnehmern lebt eine dritte Rasse auf dem tatsächlich terraformten Mars – die KGM, die sich selbst Zeks nennen. Sie retten Mahnmut und Orphu und bringen sie auf einer ihrer Barkassen in die Nähe des Olympus Mons, der Wohnstätte der Götter.
Mit den kleinen grünen Männchen, gelingt Simmons ein nachgerade genialer, ironischer Aufruf sämtlicher Legenden um den Mars und seine Bewohner. Die KGM sind klein, unter einem Meter, stumm, und durchsichtig wie weicher Kunststoff. Sie verbringen ihr Leben damit, riesige Steinköpfe zu behauen und in regelmäßigen Abständen an den Ufern der Meere aufzustellen. Es ist der immergleiche Kopf eines Mannes – Prospero – den der Leser noch kennenlernt.
Beim Versuch, den Olymp heimlich, mittels eines Ballons, zu bezwingen, werden Mahnmut und Orphu von den Göttern geschnappt, detailliert verhört und schließlich eingesperrt. Ab diesem Punkt beginnen sich der erste und der zweite Erzählstrang zu verweben. Die beiden Moravecs werden von Thomas Hockenberry befreit und auf die Ebene Iliums versetzt. Hier beginnt gerade der Krieg zwischen den Menschen und den Göttern, und letztere sind darüber mächtig sauer.
3. Unberührt von den chaotischen Entwicklungen im Mars/Troja-Komplex leben auf der ursprünglichen Erde die Altmenschen ihr sorgenfreies Leben. Unbelastet von Bildung und Kultur faxen (eine Art mechanisierte Teleportation) sie sich von einem Faxknoten zum nächsten und feiern die Feste wie sie fallen, und sie fallen ständig. Meist sind es sogenannte Zwanziger-Partys, also die alle 20 Jahre stattfindenden Termine, zu denen die Altmenschen zur Klinik gefaxt werden, um sich genetisch runderneuern zu lassen. Das fünfte und letzte Fax, nach 100 Jahren, ist dann eines ohne Wiederkehr.
Das Trio – Harman, Daemann und Ada – ist anders als die anderen. Sie haben sich eine gewisse Wissbegierde erhalten und sind nicht ganz zufrieden mit dem konventionellen Partydasein. Harman beispielsweise hat lesen gelernt und ist auf der Suche nach einem Raumschiff, um damit zu den Ringen zu fliegen. Ihre Neugierde bringt sie in Kontakt mit Savi, einer 1400 Jahre alten Frau, die deutlich bessere Kenntnisse über diese Welt und ihre Geschichte mitbringt.
In Savis Schlupfwinkel lernen sie Odysseus kennen, einen Krieger, der allen Altmenschen vertraut ist, die die Übertragungen des Trojanischen Krieges durch die sogenannten Turin-Tücher verfolgt haben. Wie er an diesen Ort und in diese Zeit geraten ist, bleibt sein Geheimnis, aber er verfolgt ein definitives Ziel. In Ardis-Hall, dem Anwesen von Ada, beginnt Odysseus eine wachsende Anhängerschar von Altmenschen mit Überlebens- und Kampftechniken vertraut zu machen.
Indes reisen Harman und Daeman, mit Savis, Hilfe zu den Ringen. Unterstützt von Prospero, dem Avatar der globalen Logossphähre zerstören sie die dortige Klinik, nachdem sie deren wahre Funktion erkannt haben. Mit diesem Gewaltakt endet das betuliche Dasein der Altmenschen. Die Servitoren stellen ihre Arbeit ein, und die Voynixe beginnen die Altmenschen systematisch abzuschlachten. Ein brutaler Überlebenskampf für diese Menschengattung nimmt seinen Anfang. Als wenn das nicht genug wäre, wurde ein weiteres künstliches Monster, nämlich Caliban, auf die Erde zurückgebracht. Er und seine Calibani verbreiten dort ebenfalls Angst und Schrecken.

## Schlussbild
Am Ende des Buches findet sich folgendes Szenario: Die Trojaner, gemeinsam mit den Griechen und unterstützt durch die Moravecs, stehen im Krieg mit den olympischen Göttern. Auf der Erde droht den Altmenschen, plötzlich auf sich selbst zurückgeworfen, die Ausrottung durch aggressive Voynixe oder Calibani. Unter Führung von Ada, Harman, Daeman und Odysseus wird Ardis-Hall zum wichtigsten Widerstandszentrum.

## Verzeichnis der wichtigsten Personen und Wesenheiten
Ebene 1 – Troja:
Thomas Hockenberry, Altphilologe aus dem Jahr 2006, in ferner Zukunft als Zellrekonstrukt wiederbelebt, um als homerischer Scholiker den olympischen Götter von der Belagerung Trojas Bericht zu erstatten. Ändert durch sein eigenwilliges Eingreifen den Verlauf des Krieges grundlegend.
Griechen: Achilles, Sohn der Göttin Thetis mit dem sterblichen Peleus, fast unverwundbarer, gewaltiger Krieger, einer der Anführer des Krieges gegen die Götter.
Patroklos, Sohn des Menoitios, bester Freund Achilles, sein scheinbarer Tod durch die Hand Athenes treibt Achilles in den Krieg gegen die Götter.
Odysseus, Sohn des Laertes, König von Ithaka, griechischer Heerführer, listiger Stratege, Günstling der Göttin Athene.
Menelaos, Sohn des Atreus, jüngerer Bruder von Agamemnon, Gatte der geraubten Helena, wegen der der Trojanische Krieg geführt wird.
Trojaner: Hektor, Sohn des Priamos, Anführer und größter Recke der Trojaner, zusammen mit Achilles Führer des Krieges gegen die Götter.
Andromache, Hektors Gattin, Mutter von Astyanax, deren vorgetäuschter Tod durch die Hand Aphrodites Hektor in den Krieg zwischen Menschen und Göttern treibt.
Helena, legendäre antike Schönheit, Tochter von Zeus, Gattin von Menelaos, von Paris entführte Gattin des Melenaos und damit Kriegsgrund.
Paris, Sohn des Priamos, Bruder von Hektor, guter Krieger besserer Liebhaber, entführt Helena aus Sparta und löst damit den Trojanischen Krieg aus.
Ebene 1.1 – Mars:
Zeus, Sohn der Titanen Chronos und Rhea, die er bekämpfte und schließlich in den Tartaros verbannte. Oberster des Götter, Bruder und Ehemann von Hera, Vater vieler der geringeren Götter, der Schiedsrichter im Konflikt um Troja.
Athene, Tochter des Zeus, listige und weitsichtige Beschützerin der Griechen.
Hera, Gattin von Zeus, wichtigste Kraft auf Seiten der Griechen.
Aphrodite, intrigante Göttin der Liebe, steht auf Seiten der Trojaner.
Ares, Sohn des Zeus, Gott des Krieges, leicht unterbelichteter Verbündeter der Trojaner.
Apollo, Herr des silbernen Bogens, wichtigster Kämpfer auf Seiten der Trojaner.
Hephaistos, Gott des Feuers, der Schmied der Götter, unglücklich verliebt in Athene.
Ebene 2 – Erde:
Savi, die ewige Jüdin, seit 1400 Jahren Zeugin
Harman, 99 Jahre alt, der neugierigste lebende Altmensch
Daemann, 40-jähriges Muttersöhnchen, Don Juan und Schmetterlingssammler, entwickelt sich zum harten Kämpfer und Intimfeind von Caliban.
Ada, Herrin von Ardis-Hall, Gattin von Harman und Mutter des gemeinsamen Sohnes.
Prospero, selbstgewählter Avatar der ichbewußten Logosphäre der Erde.
Ariel, selbstgewählte Persönlichkeit der ichbewußten Biosphäre der Erde.
Caliban, ein von Prospero, nach dem Vorbild von Shakespeares Der Sturm,
geschaffenes amphibisches Monster
Ebene 3 – äußeres Sonnensystem:
Orphu von Io, Hochvakuum-Moravec und Proust-Spezialist.
Mahnmuth  von Europa, Tiefseeforscher, U-Bootführer und Spezialist für Shakespeares Sonette.

## Auszeichnungen
- Locus Award: Ilium
- Ilium war nominiert für den Hugo Award 2004[1]
- Locus Award Shortlist 2006: Olympos[2]